# Гармендиа, Мэри де
Мэри Халибертон де Гармендиа (до замужества — Дженнесс; англ. Mary Haliburton de Garmendia (Jenness); 10 октября 1868, Нью-Йорк, Нью-Йорк — 9 января 1923, XVI округ Парижа) — американская теннисистка. Участница летних Олимпийских игр 1900 года.

## Биография
Мэри де Гармендиа родилась 10 октября 1868 года в американском городе Нью-Йорк.
В 1900 году вошла в состав сборной США на летних Олимпийских играх в Париже. В смешанном разряде с гандикапом вместе со Сполдингом де Гармендиа в 1/8 финала победили Реджи Дохерти из Великобритании и Гедвигу Розенбаумову из Богемии — 6:3, 6:4, в четвертьфинале проиграли Лори Дохерти из Великобритании и Мэрион Джонс из США — 2:6, 2:6.
Умерла 9 января 1923 года в XVI округе французского города Париж.

## Семья
Муж — Сполдинг де Гармендиа (1860—1932), американский рэкетсист и теннисист. Серебряный призёр летних Олимпийских игр 1900 года в парном разряде.